# New Salem (Pike County)
New Salem ist ein Village im Pike County im Westen des US-amerikanischen Bundesstaates Illinois. Das U.S. Census Bureau hat bei der Volkszählung 2020 eine Einwohnerzahl von 121 ermittelt.

## Geographie
New Salem liegt auf 39°42'26" nördlicher Breite und 90°50'47" westlicher Länge. Die Stadt erstreckt sich über 2,7 km², die ausschließlich aus Landfläche bestehen.
Der Ort liegt zwischen dem Illinois River(17,3 km) und dem Mississippi River (38,9 km), der die Grenze zum benachbarten Bundesstaat Missouri bildet.
In New Salem treffen einige untergeordnete Straßen von regionaler Bedeutung aufeinander. Südlich der Stadt verläuft die Interstate 72.
Am südlichen Rand von New Salem führt ebenfalls eine in Ost-West-Richtung verlaufende Bahnlinie vorbei.
Die nächstgelegenen größeren Städte sind Illinois’ Hauptstadt Springfield (116 km westlich), St. Louis in Missouri (169 km süd-südöstlich), Hannibal in Missouri (54,7 km westlich) und Burlington in Iowa (166 km nördlich).

## Demografische Daten
Bei der Volkszählung im Jahre 2000 wurde eine Einwohnerzahl von 136 ermittelt. Diese verteilten sich auf 53 Haushalte in 35 Familien. Die Bevölkerungsdichte lag bei 50,4/km². Es gab 74 Wohngebäude, was einer Bebauungsdichte von 27,8/km² entsprach.
Die Bevölkerung bestand im Jahre 2000 mit einer Ausnahme ausschließlich aus Weißen.
26,5 % waren unter 18 Jahren, 6,6 % zwischen 18 und 24, 23,5 % von 25 bis 44, 25,0 % von 45 bis 64 und 18,4 % 65 und älter. Das mittlere Alter lag bei 38 Jahren. Auf 100 Frauen kamen statistisch 76,6 Männer, bei den über 18-jährigen 81,8.
Das mittlere Einkommen pro Haushalt betrug $ 27.917, das mittlere Familieneinkommen $ 26.875. Das mittlere Einkommen der Männer lag bei $ 20.625 das der Frauen bei $ 16.250. Das Pro-Kopf-Einkommen belief sich auf $ 19.351. Rund 21,6 % der Familien und 27,7 % der Gesamtbevölkerung lagen mit ihrem Einkommen unter der Armutsgrenze.